# 延龄坛花兰
延龄坛花兰（学名：Acanthephippium pictum）为兰科坛花兰属下的一个种。